# سسنا سایتیشن ایکس
سسنا سایتیشن ایکس (به انگلیسی: Cessna Citation X) یک هواگرد ساختِ کارخانهٔ سسنا در کشور ایالات متحده آمریکا است که در سال ۱۹۹۶ ساخته شد. این هواگرد برای نخستین بار در ۲۱ دسامبر ۱۹۹۳ میلادی مورد استفاده قرار گرفت.